# Fizioterapija
Fizioterapija (angl.physical therapy oz. physiotherapy) je zdravstvena veda, ki se ukvarja z zdravljenjem bolezni ali poškodb in njihovih posledic s fizikalnimi metodami in sredstvi. Ukvarja se z vzpostavljanjem, vzdrževanjem in krepitvijo zdravja ter funkcionalnosti gibalnega sistema pri človeku. Fizioterapija ohranja ali obnavlja gibljivost sklepov, krepi mišice, preprečuje kontrakture mišic, zvečuje preskrbo s krvjo, zmanjšuje edem in lajša bolečine. Fizioterapija je namenjena čim hitrejši rehabilitaciji in mnogo bolj pospešuje okrevanje kot samo počitek. 

## Področja fizioterapije
Poznanih je veliko vrst fizioterapije. V splošnem jih uvrščamo v 6 večjih skupin oz. področij.
1. kardiopulmonalna fizioterapija
2. geriatrična fizioterapija
3. nevrološka fizioterapija
4. ortopedska fizioterapija
5. pediatrična fizioterapija
6. dermatološka fizioterapija

## Metode fizioterapije
Med metode fizioterapije sodijo:
- aktivno in pasivno razgibavanje
- masaža
- toplotno zdravljenje
- Zdravljenje z ohlajevanjem in ledom
- hidroterapija ali zdravljenje v vodi

Zdravljenje bolnikov, ki trpijo zaradi nepokretnosti, in poškodovancev, ki okrevajo po poškodbi mišic in sklepov, z uporabo vode. Hidroterapija se izvaja v hidroterapevtskih bazenih z masažnimi kopelmi in prhanjem.
- zdravljenje z elektičnimi tokovi (TENS ali angl. Transcutaneous Electrical Nerve Stimulation)
- Elektrostimulacija (stimuliranje rasti oslabelih mišic)
- Magnetoterapija

Transkutana elekrična stimulacija živcev, tj. metoda za lajšanje hudih ali stalnih bolečin z delovanjem šibkih električnih impulzov na podkožne živčne končiče. Dražljaji, ki se prenašajo po podkožnih živcih, zavrejo prenos bolečine iz bolečega organa v možgane.

## Študij fizioterapije
V Sloveniji je študij fizioterapije mogoč na Zdravstveni fakulteti (Univerza v Ljubljani), Fakulteti za vede o zdravju (Univerza na Primorskem), Fakulteti za zdravstvo Angele Boškin Jesenice, Alma Mater Europaea - Evropski center Maribor, Fakulteti za zdravstvene in socialne vede Slovenj Gradec ter na visokošolskem zavodu Fizioterapevtika v Ljubljani.
Študij fizioterapije je med najbolj zaželenimi študiji v Sloveniji.

## Izvajanje fizioterapije
Izvajanje navadno poteka v prostorih z ustrezno fizioterapevtsko opremo med katere sodijo različni trening pripomočki (žoge, elastike, blazine, uteži), terapevtske naprave (kolesa, trenažerji) in terapevtska oprema (terapevtske mize, bobath mize, terapevtski stoli).